# Sør-Trøndelag
Sør-Trøndelag – dawny okręg, jednostka podziału administracyjnego Norwegii. Przestał istnieć 1 stycznia 2018, gdy na podstawie reformy z 2017 został włączony, wraz z okręgiem Nord-Trøndelag, do nowo utworzonego okręgu Trøndelag. 
Położony był w południowej części kraju; graniczył z norweskimi okręgami Hedmark, Møre og Romsdal, Nord-Trøndelag oraz Oppland, a jego wschodnia granica stanowiła zewnętrzną granicę Norwegii ze Szwecją (Jämtland).  Zajmował powierzchnię 18 848 km², która zamieszkiwana była przez 320 884 osób (2017). Ośrodkiem administracyjnym okręgu było miasto Trondheim.

## Gminy
Okręg podzielony był na 25 gmin.

1. Åfjord
2. Agdenes
3. Bjugn
4. Frøya
5. Hemne
6. Hitra
7. Holtålen
8. Klæbu
9. Malvik
10. Meldal
11. Melhus
12. Midtre Gauldal
13. Oppdal
14. Orkdal
15. Ørland
16. Osen
17. Rennebu
18. Rissa
19. Roan
20. Røros
21. Selbu
22. Skaun
23. Snillfjord
24. Trondheim
25. Tydal